# Liste der Sportweltmeister der Mongolei
Dies ist eine Liste der Sportweltmeister der Mongolei, das heißt aller Personen oder Mannschaften die seit Bestehen der Mongolei einen Weltmeisterschaftstitel in einer Sportart errungen haben. Die Liste beinhaltet keine Juniorentitel.

## Titelträger
| Sportart      | Disziplin                       | Person / Mannschaft          | Datum                              | Anmerkungen   |
| ------------- | ------------------------------- | ---------------------------- | ---------------------------------- | ------------- |
| Boxen         | Federgewicht                    | Choi Tseveenpurev            | 5. April 2008                      | Verband: WBU  |
| Boxen         | Federgewicht                    | Choi Tseveenpurev            | 2. April 2006                      | Verband: WBF  |
| Ringen        | Freistil bis 100 Kilogramm      | Chorloogiin Bajanmönch       | 1969, 1970, 1971, 1973, 1974, 1975 | [ 3 ]         |
| Ringen        | Freistil bis 62 Kilogramm       | Dsewegiin Oidow              | 1973, 1974, 1975                   | [ 4 ]         |
| Ringen        | Freistil bis 68 Kilogramm       | Dsewegiin Oidow              | 1977, 1978                         | [ 4 ]         |
| Ringen        | Freistil bis 68 Kilogramm       | Tsedendambyn Natsagdordsch   | 1970, 1973, 1974, 1975             | [ 5 ]         |
| Ringen        | Freistil bis 59 Kilogramm       | Sorondsonboldyn Battsetseg   | 2010                               | [ 6 ]         |
| Sportschießen | Luftpistole                     | Munkhbayar Dorjsuren         | 19981                              | [ 7 ]         |
| Sumō          | Leichtgewicht                   | Agwaansamdangiin Süchbat     | 1995, 1997                         | [ 8 ] [ 9 ]   |
| Sumō          | Offen                           | Badmaanjambuugiin Bat-Erdene | 1994                               | [ 10 ]        |
| Sumō          | Leichtgewicht                   | Bajanmönchiin Gantogtoch     | 1993                               | [ 11 ]        |
| Sumō          | Offen                           | Ulambajaryn Bjambadschaw     | 2006, 2007                         | [ 12 ]        |
| Judo          | Gewichtsklasse bis 66 Kilogramm | Chaschbaataryn Tsagaanbaatar | 2009                               | [ 13 ]        |
| Sambo         | Gewichtsklasse bis 68 Kilogramm | Chaschbaataryn Tsagaanbaatar | 2005, 2009                         | [ 13 ] [ 14 ] |
| Sambo         | Gewichtsklasse bis 90 Kilogramm | Batbajaryn Ariun-Erdene      | 2005                               | [ 14 ]        |
| Sambo         | Gewichtsklasse bis 52 Kilogramm | Mönchbaataryn Bundmaa        | 2005, 2007                         | [ 14 ] [ 15 ] |
| Sambo         | Gewichtsklasse bis 60 Kilogramm | Tümen-Odyn Battögs           | 2005                               | [ 14 ]        |

1 Munkhbayar Dorjsuren hat zudem einige Weltmeistertitel für Deutschland errungen.